# Израел на Европском првенству у атлетици у дворани 2013.
Израел је учествовао на 32. Европском првенству у дворани 2013 одржаном у Гетеборгу, Шведска, од 28. фебруара до 3. марта. Ово је било једанаесто европско првенство у дворани од 1992. године од када је Израел први пут учествовао. Репрезентацију Израела представљала су два такмичара који су се такмичили у две дисциплине.
На овом првенству Израел није освојио ниједну медаљу нити је остварен неки рекорд.

## Учесници
Мушкарци:
- Доналд Санфорд — 400 м
- Yochai Halevi — Троскок

## Резултати

### Мушкарци
| Атлетичар      | Дисциплина | Лични рекорд | Квалификације | Квалификације | Полуфинале           | Полуфинале           | Финале               | Финале       | Детаљи |
| Атлетичар      | Дисциплина | Лични рекорд | Резултат      | Место         | Резултат             | Место                | Резултат             | Место        | Детаљи |
| -------------- | ---------- | ------------ | ------------- | ------------- | -------------------- | -------------------- | -------------------- | ------------ | ------ |
| Доналд Санфорд | 400 м      | 46:91 НР     | 49,11         | 6.у гр. 4     | Није се квалификовао | Није се квалификовао | Није се квалификовао | 21 / 21 (23) |        |
| Yochai Halevi  | Троскок    | 16,60        | 16,19         | 19.           |                      |                      | Није се квалификовао | 19 / 21 (22) |        |